# Himmelsjahr

Das Himmelsjahr von Kosmos, Ausgabe 1945

Das Himmelsjahr ist ein vom Franckh-Kosmos-Verlag Stuttgart herausgegebenes astronomisches Jahrbuch. Es stellt das Nachfolgewerk von Robert Henselings Sternbüchlein dar und erschien erstmals für das Jahr 1941 unter diesem Titel. Ab 1949 war der Hauptautor Max Gerstenberger, der das Jahrbuch wesentlich erweiterte. Seit 1982 wird es vom Stuttgarter Astronomen Hans-Ulrich Keller herausgegeben, seit 1998 erscheint es offiziell unter dem Titel Kosmos Himmelsjahr.

## Geschichte des Himmelsjahres
Nachdem Henseling sich 1940 vom Verlag getrennt hatte, fühlte man sich durch den langjährigen großen Erfolg des Sternbüchleins veranlasst, die Tradition eines astronomischen Jahrbuches unter neuem Titel fortzusetzen. Dieser Aufgabe nahmen sich renommierte Autoren an, darunter Paul Ahnert, Rudolf Brandt, Eva Rohlfs und Arthur Teichgraeber von der Sternwarte Sonneberg (Thüringen). Die Zeit des Zweiten Weltkrieges überstand das Himmelsjahr u. a. dadurch, dass es auch als Feldpost-Ausgabe an die Fronten verschickt wurde und in der Endphase des Krieges vom Oberkommando der Wehrmacht herausgegeben wurde. Damit konnte sogar eine Ausgabe für das Jahr 1945 sichergestellt werden.
Nach der deutschen Teilung 1949 gehörte die Sternwarte Sonneberg zur DDR. Das oben erwähnte Autoren-Team begann bereits 1948 mit der Herausgabe eines eigenen Jahrbuches, dem Kalender für Sternfreunde. Losgelöst vom Himmelsjahr, das ab 1949 in der BRD neu herausgegeben wurde, führte Paul Ahnert den Kalender für Sternfreunde als führendes astronomisches Jahrbuch in der DDR zum Erfolg. Nachdem in Westdeutschland kurzzeitig Walter Widmann (später bekannt durch seinen Himmelsführer Welcher Stern ist das?) die Herausgabe des Himmelsjahres übernommen hatte, war von 1949 bis 1981 Max Gerstenberger dafür zuständig, der dann von dem heute noch tätigen Hans-Ulrich Keller (Direktor des Planetariums Stuttgart mit Sternwarte sowie Professor für Astronomie an der Universität Stuttgart) abgelöst wurde.
Das Himmelsjahr hat sich in den Jahrzehnten seines regelmäßigen Erscheinens konsequent verändert und weiterentwickelt. Anfänglich ein populäres Sternenbüchlein, ist es zum Jahrbuch auch anspruchsvoller Sternfreunde geworden; von 104 Seiten (1941) ist es auf 300 Seiten (2009) angewachsen. Nachdem die wirtschaftlich schwachen ersten Nachkriegsjahre überstanden waren, war es ab 1950 wieder farbig eingebunden. Seit 1965 erschien es im Glanzeinband, seit 1987 wurde es zweifarbig gedruckt, 1989 enthielt es erstmals farbige Astrofotografien. Seit 1998 erscheint es komplett in Farbe.
Der antiquarische Wert der ältesten Ausgaben ist heute nicht unbeträchtlich, da es sich dabei mittlerweile um Raritäten handelt.

## Hundertjähriges Jubiläum des Sternbüchleins
Der Verlag betrachtet das Himmelsjahr und das Sternbüchlein als eine gemeinsame Buchreihe, weswegen aus Anlass des hundertjährigen Jubiläums des Sternbüchleins 2010 eine Jubiläumsausgabe erschien, die (neben dem Kosmos Himmelsjahr 2010 und zwei CDs mit der Himmelsjahr-Software und der Launcher-Version von Redshift 7) auch einen Reprint der Erstausgabe des Sternbüchleins von 1910 enthält.